# Vichap

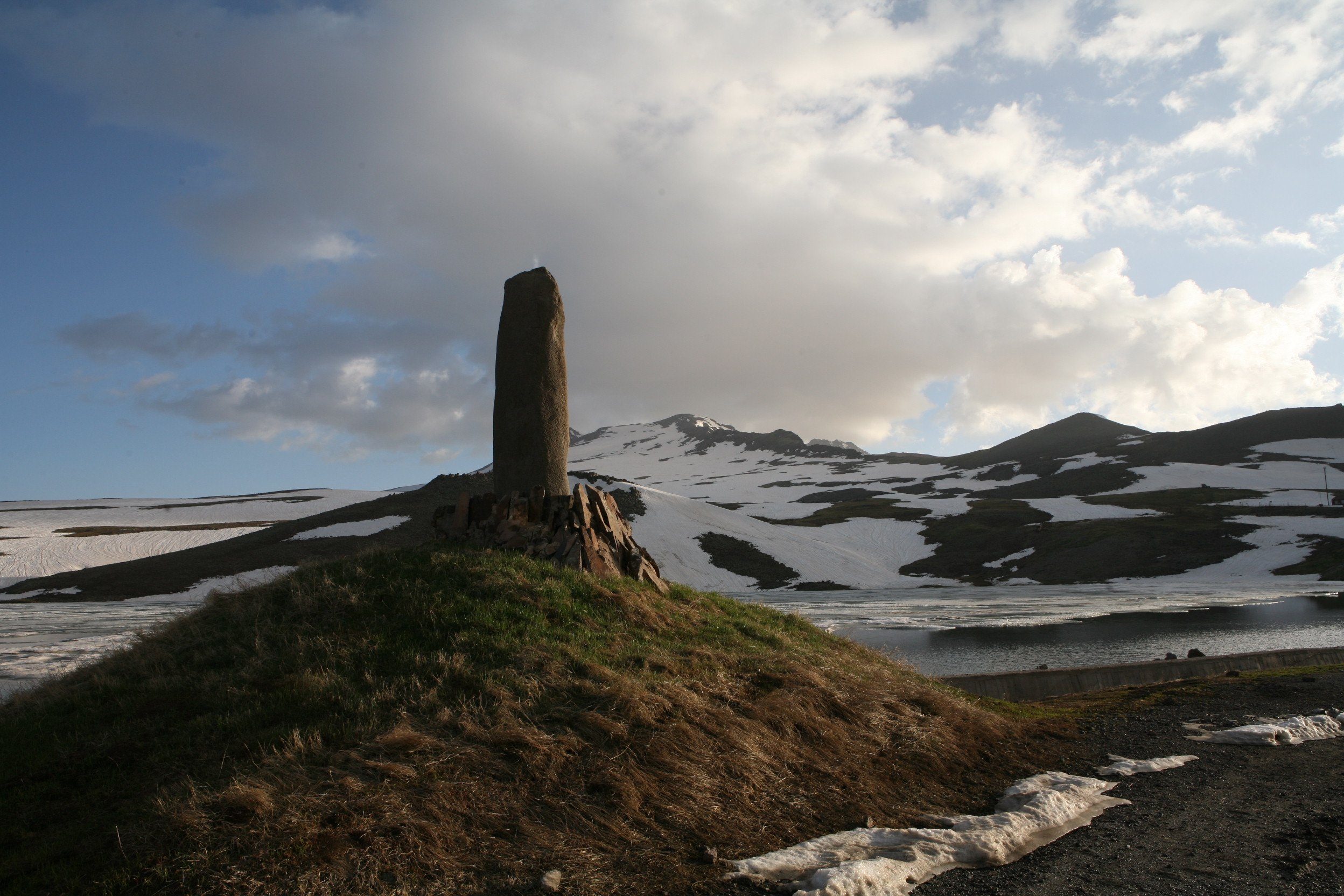
Vichap sur les pentes de l'Aragats, Arménie.

Un vichap ou vichab (en arménien Վիշապ, višap) est un type de mégalithe en forme de poisson datant de la période néolithique à l'âge du bronze, que l'on retrouve à proximité des rivières du haut-plateau arménien. Par extension, le nom désigne également les dragons ou serpents du paganisme arménien.

## Mégalithe
Ces menhirs datent de la période néolithique à l'âge du bronze. Ils sont antérieurs aux Arméniens, qui les ont parfois ornés de croix (ce qui les rapproche des khatchkars, même s'il n'y a pas de lien apparent avec ceux-ci), voire aux Urartéens, qui les ont parfois gravés de cunéiformes. On les retrouve à proximité des rivières du haut-plateau arménien. En Arménie même, on en recense une trentaine, dans le Gegham et sur les pentes de l'Aragats.
La forme du vichap est décrite comme celle d'un grand poisson, d'une baleine ou d'un cigare. Il est gravé d'idéogrammes et de représentations de poissons et de taureaux. La pierre est souvent d'une taille supérieure à 10 pieds,.
Ces pierres sont liées à un culte de l'eau, et notamment à celui de la déesse arménienne Astghig Derketo. Elles avaient vraisemblablement une fonction apotropaïque destinée à éloigner les monstres des rivières.

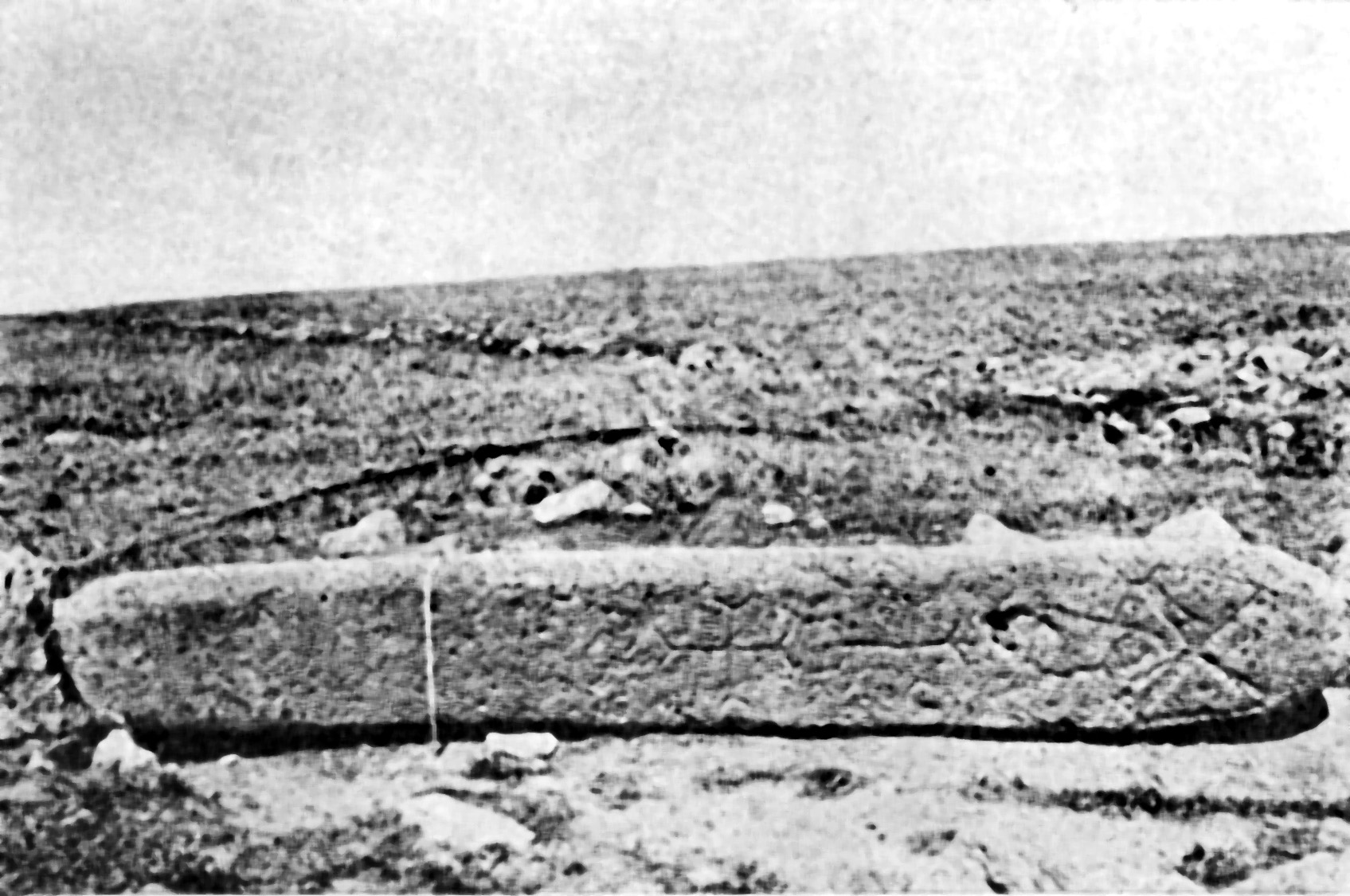
Vichap no 1.
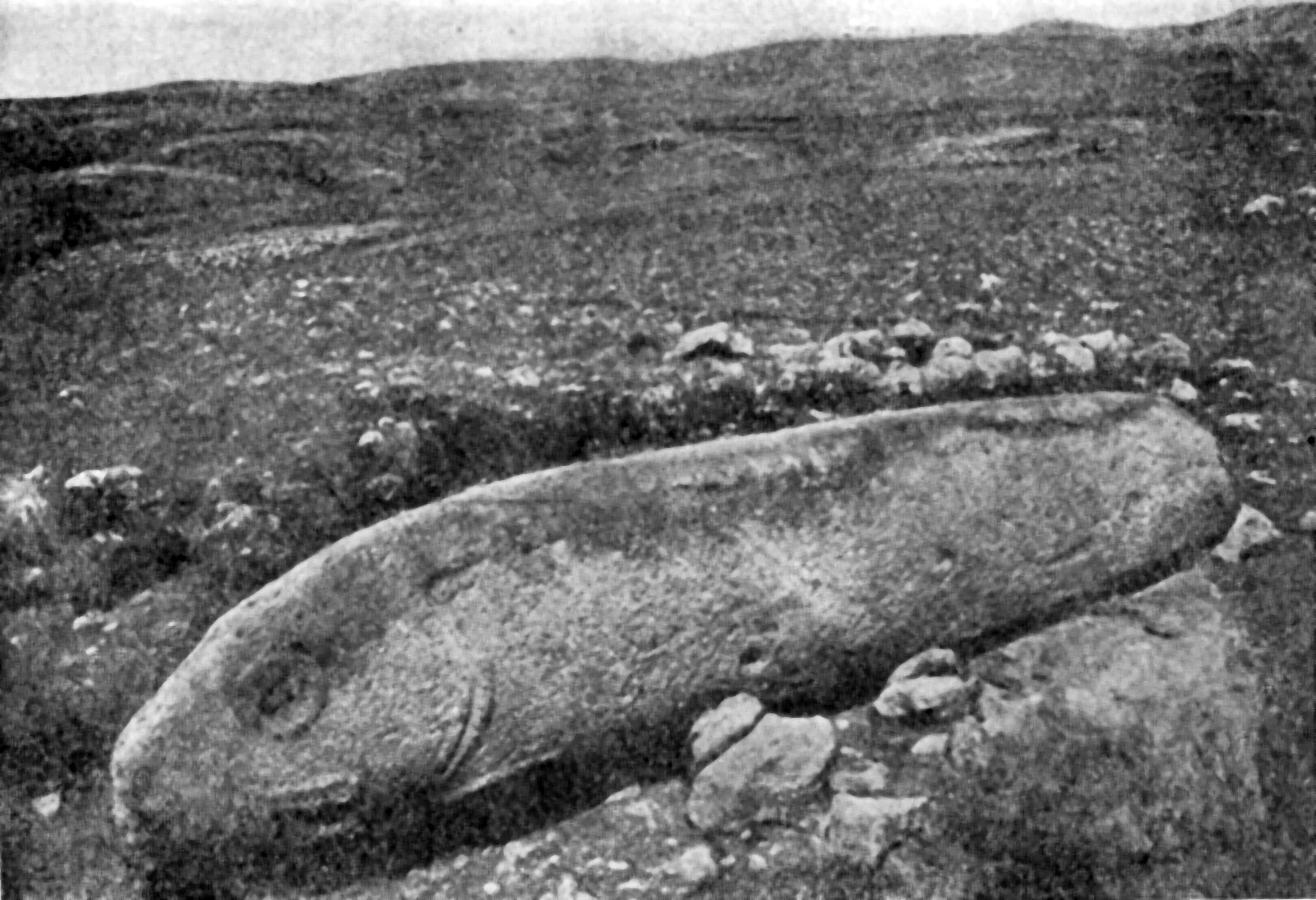
Vichap no 2.
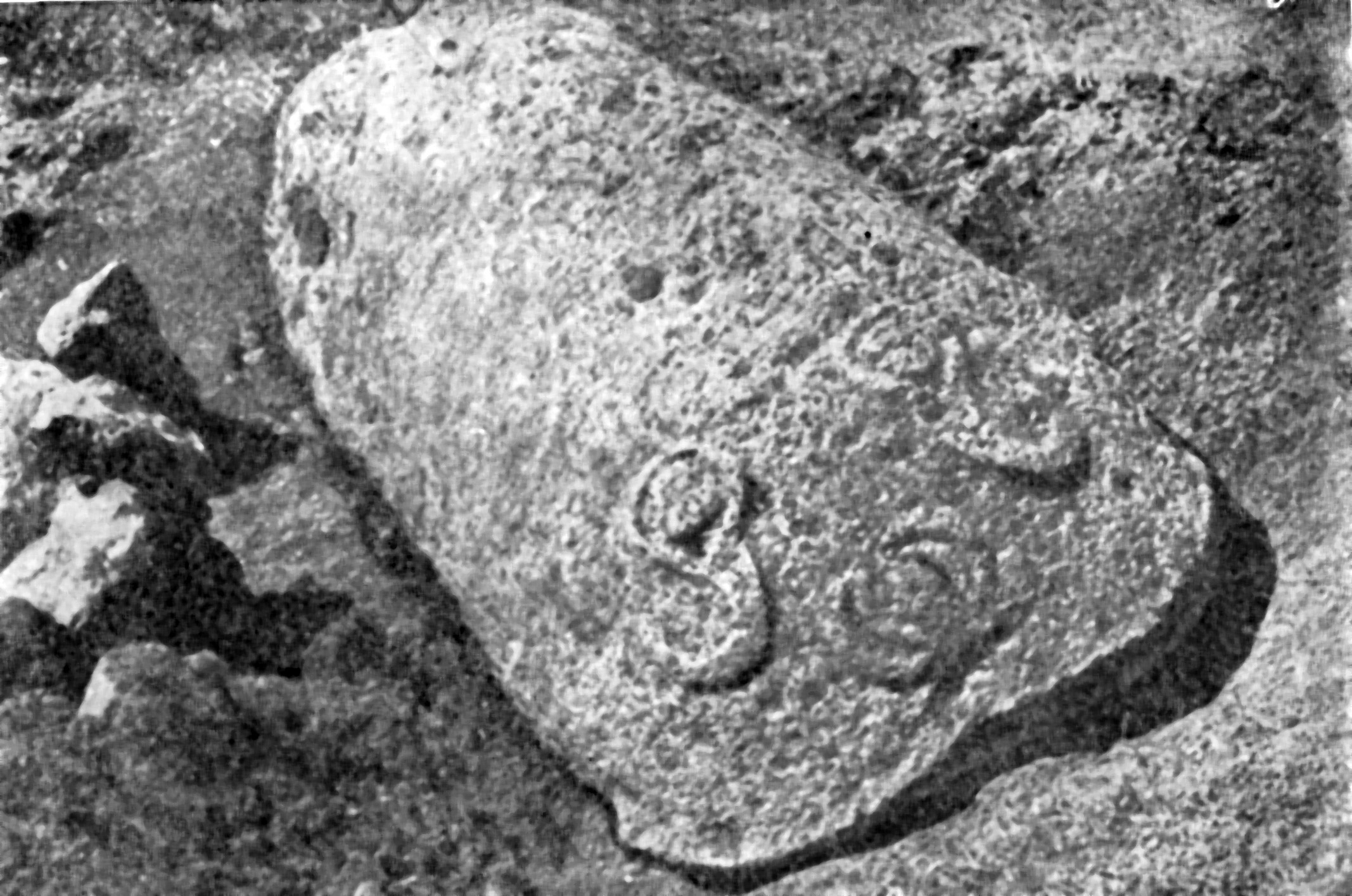
Vichap no 5.
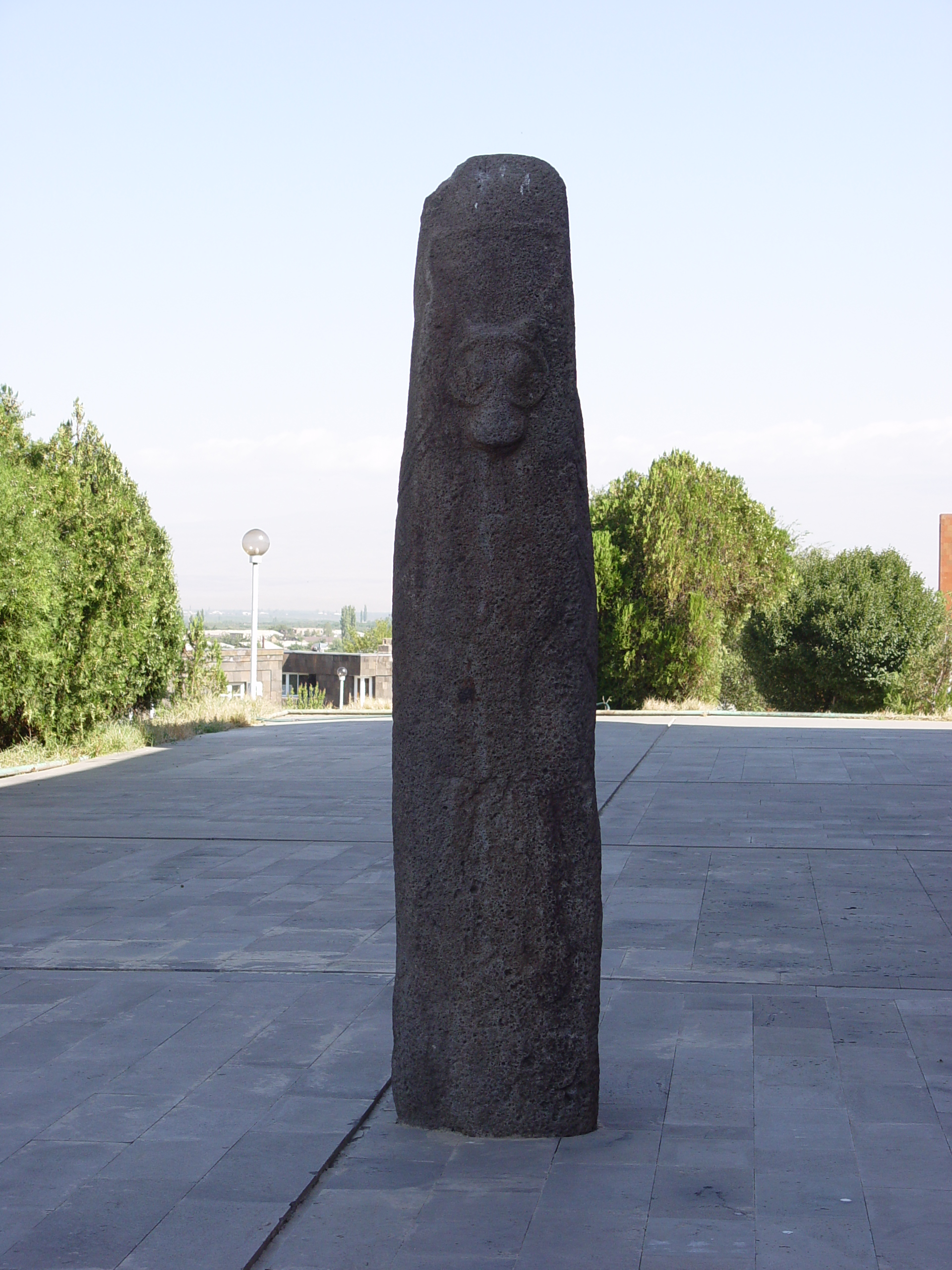
Vichap no 6.

## Créature fabuleuse

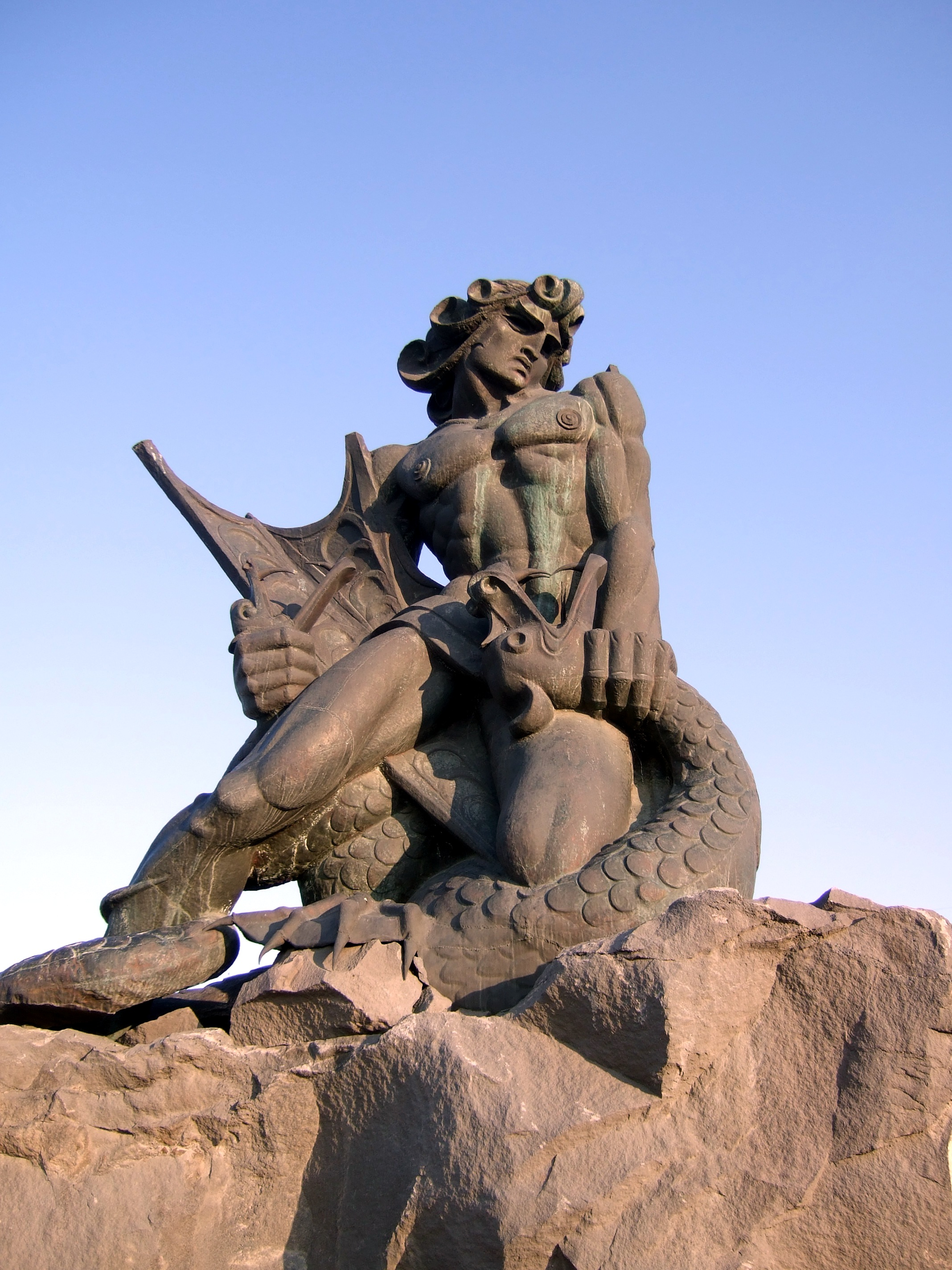
Vahagn étranglant un vichap, Erevan.

Ces vestiges de cultes pré-arméniens ont intégré le paganisme arménien, dans lequel les vichaps sont des animaux fabuleux, dragons ou serpents. Ces créatures très malveillantes, responsables de tempêtes, sont chassées par le dieu Vahagn, le vichapakagh (« étrangleur de dragons ») ; les légendes rapportent ainsi que ce dernier tue tout vichap du lac de Van ayant tellement grandi qu'il pourrait dévorer le monde. Certains de ces vichaps peuvent prendre apparence humaine, comme le « roi dragon » ou « roi serpent » Ajdahak (qui est chez l'historien arménien médiéval Movsès Khorenatsi l'équivalent arménien d'Astyage, roi des Mèdes).
Ces vichaps sont par ailleurs devenus un motif traditionnel des tapis arméniens.